# Hapona momona
Hapona momona là một loài nhện trong họ Toxopidae.
Loài này thuộc chi Hapona. Hapona momona được miêu tả năm 1970 bởi Raymond Robert Forster.